# 임귀
임귀(任貴, ? ~ 43년)는 중국 서남방의 비한족 공도이(邛都夷)의 수장으로 월수군 사람이며, 성가·후한의 제후왕이다. 후한서 남만서남이열전에서는 장귀(長貴)로 나온다.

## 사적
신나라 때 집수대윤 매근(梅根)에게 발탁돼 군후(軍侯)가 되었는데, 24년 종족을 이끌고 매근을 쳐 죽이고 자립해 공곡왕(邛穀王)을 자칭하고 월수태수를 대행했으며 마침 익주에서 공손술이 세운 성나라에 항복했다.
36년, 후한의 잠팽이 형주에서 익주로 쳐들어오는데 진군 중 약탈하지 않는다는 말을 듣고 선물을 보내 잠팽에게 투항하려 했으나, 마침 잠팽이 성가의 자객에게 암살돼 선물은 잠팽의 유가족들에게 전달됐다. 성가가 망한 후 후한에서 그대로 공곡왕에 봉해졌고, 38년 3년 간의 계장을 조정에 보고해 월수태수의 인수를 받았다.
43년, 익주군에서 반란이 일어나자 유상(劉尙)이 진압하러 가는 길에 월수군을 지나갔다. 이에 유상이 성공하면 후한의 지배가 강화돼 자신의 자치가 위협받을 것을 염려해, 군대를 모으고 독주를 만들고 유상의 군대를 위로한 후 습격하고자 했다. 그러나 유상에게 탄로돼 먼저 공도를 점거당하고 사로잡혀 참수됐다. 남은 가속들은 성도로 옮겨졌다.